# 曽根悠多
曽根 悠多（そね ゆうた、1969年9月4日 - ）は、日本の俳優。福井県出身。フロム・ファーストプロダクション所属。2006年、芸名を本名の曽根英樹（そね ひでき）から現在のものに改名。父は俳優の曽根晴美。妹はフィギュアスケート選手の曾根美樹。

## 出演

### 映画
- 修羅がゆく4 東京大戦争（1997年、KnacK） - 荒木剛史
- 弱虫 チンピラ（2000年）
- 連弾（2001年） - 森修一
- 荒ぶる魂たち（2002年）
- 実録・安藤昇侠道伝 烈火（2002年） - 宏（国定子分）
- チェーン（2003年）
- 行動隊長伝 血盟（2003年）
- 新しい風 ～若き日の依田勉三～（2004年） - 鈴木銃太郎
- 怪談新耳袋 劇場版（2004年）
- イツカ波ノ彼方ニ（2005年）
- 東京ゾンビ（2005年）
- ワースト☆コンタクト（2005年）
- 鳶がクルリと（2005年）
- 戦 IKUSA（2005年） - 岩城利光
- 戦〜第弐戦 二本松の虎（2006年） - 岩城利光
- 無認可保育園 歌舞伎町 ひよこ組（2007年）
- 映画 クロサギ（2008年）
- 平凡ポンチ（2008年）
- 爆発!スケ番ハンターズ 総括殴り込み作戦（2010年）
- ザ・ボディガード（2010年） - 情報屋
- 昆虫探偵ヨシダヨシミ（2010年）
- 忍たま乱太郎（2011年）
- アウトレイジ ビヨンド（2012年） - 山王会組員
- CONFLICT 〜最大の抗争〜（2016年5月28日）- 天道会伊達組若頭 島本健吾

### テレビドラマ
- はぐれ刑事純情派（1996年）
- はみだし刑事情熱系 第4シリーズ（1999年） - 奥田猛
- はるちゃん3（1999年）
- 女医（1999年）
- ケータイ刑事 銭形愛 第21話（2002年）
- 撃つバラ（2002年）
- 君ならできる（2002年）
- ナースなおデブ（2002年）
- 早乙女千春の添乗報告書 仙台・松島湯けむりツアー殺人事件（2002年）
- 伊豆・竜宮伝説殺人事件（2003年）
- 炎の警備隊長・五十嵐杜夫3（2004年）
- シェエラザード（2004年）
- ケータイ刑事 銭形泪 第16話（2004年）
- さそり（2004年）
- ドールハウス 第9話（2004年）
- 税務調査官・窓際太郎の事件簿11（2004年） - 田沢仁志
- LOVEトレード（2004年）
- スパイ道（2005年）
- ガリレオ 第3話（2007年） - 近藤武
- 天国と地獄（2007年）
- 捜査検事・近松茂道7（2007年）
- 敵は本能寺にあり（2007年）
- 事件記者 浦上伸介6（2008年）
- 赤川次郎ミステリー 4姉妹探偵団 第3話（2008年2月1日、テレビ朝日・ABC）
- 天地人（2009年、NHK大河ドラマ） - 片倉景綱
- 探偵Xからの挑戦状!（2009年、NHK）
- 嬢王 第11話・12話（2009年、テレビ東京）
- 警官の血 （2009年、テレビ朝日開局50周年記念ドラマスペシャル）
- ありふれた奇跡 第5話（2009年、フジテレビ）
- 駅弁刑事・神保徳之助7（2013年） - 峰岸安信

### Vシネマ
- 仁義なき野望 シリーズ（1996年 - 1998年、東映ビデオ） - 主演
  - 仁義なき野望（1996年）
  - 仁義なき野望2（1997年）
  - 仁義なき野望3 狼（1998年）
- ヤンママトラッカー シリーズ（1999年・2001年・2003年）
  - ヤンママトラッカー 飛龍伝（1999年） - チャボ（スガワラ）
  - 新・ヤンママトラッカー 激突!夢街道編（2001年） - ゴロー
  - 新・ヤンママトラッカー 涙街道・爆走かぐや姫!（2003年） - ゴロー（川崎園）
- 実録・鯨道2 土佐遊侠外伝 抗争完結編（2000年）
- 実録・青森抗争（2002年）
- 真・雀鬼5 新宿麻雀決戦（2002年） - 勇樹(ジェントルメン店員)
- 極道恐怖大劇場 牛頭 GOZU（2003年） - 主演・字廻組構成員 南
- 鬼哭 KIKOKU（2003年） - 伊達一家武藤組組員 良文
- 新・日本の首領4 軋轢（2005年） - 乙骨崇
- 殺しの掟（2005年） - 神武会組員
- 実録 新選組（2006年） - 吉田稔麿
- 射る眼（2006年）全2作 - カワカミ（刑事）
- 最後の侠客（2006年）
- 首領がゆく（2006年） - 真侠組真虎会組員
- 恐喝こそ、我が人生（2006年）
- 実録・大日本菊水会 双龍伝（2007年）全2作 - 主演・北村守
- 実録・手打ち破り（2007年） - 稲原会岩井組内都築組組員
- 極道の紋章（2007年） - 川谷組幹部 川谷純一（川谷組組長の実子）
- 首領の一族（2007年）全2作 - 三島勇樹（青雲会会長 三島修司の三男）
- ゾク議員（2007年） - 居酒屋「金豹」オーナー店長 正樹（元・暴走族「ゴールドパンサー」初代特攻隊長）
- 実録・九州やくざ道 LB熊本刑務所（2008年）
- BLACK MAFIA 絆（2008年） - 田中孝之（帝都大付属中学校教諭）
- 哀愁のヒットマン（2008年） - 麻薬取締官 今井
- 首領の野望（2008年） - 主演・警視庁東部警察署 警部補 刑事 神代徹
- 稲穂の無頼（2008年）
- 松方弘樹の名奉行金さん2009（2009年）
- 九州激動の1520日 新・誠への道（2009年） - 二代目雄仁会三代目村富一家若頭補佐 佐倉総業組長 佐倉政美
- 大強盗〜ギャングな奴ら〜（2010年）全2作 - 主演・倉戸情児
- ギャングコネクション（2010年） - 夏川（情報屋）
- 新・首領の一族（2012年） - 主演・青雲会会長 三島勇樹
- 呪眼（2013年） - 鷺沼（彫刻家）
- 日本統一2・3・24・26・31・53・55（2013年・2017年・2018年・2022年・2023年） - 兵庫県警マル暴 手越
- 極道たちの野望（2016年） - 五十嵐組若頭補佐 加賀美遼一